# Alpha Mensae
α Mensae (Alpha Mensae; kurz α Men) ist mit einer scheinbaren Helligkeit von 5,09m der hellste Stern des am Südhimmel gelegenen Sternbilds Tafelberg. Dennoch ist der Stern so lichtschwach, dass er für das bloße Auge gerade noch wahrnehmbar ist. Am besten kann α Mensae von höheren Breitengraden der Südhalbkugel aus gesehen werden. Er ist jedoch auch noch ein Stück nordwärts des Äquators in geringer Höhe über dem Horizont sichtbar, wenn er sich auf seinem höchsten Stand (Kulmination) befindet.
Der Stern gehört – in astronomischen Distanzen betrachtet –  zur näheren Umgebung der Sonne. Nach im Dezember 2020 veröffentlichten Auswertungen der Messergebnisse der Raumsonde Gaia ist er 33,3 Lichtjahre von der Erde entfernt. Seine räumliche Bewegung gegenüber der Sonne in der Milchstraße zeigt sich am Himmel in seiner relativ großen Eigenbewegung. Er entfernt sich mit etwa 36 km/s von der Sonne und hatte vor etwa 250 000 Jahren den geringsten Abstand von ihr, als er nur etwa 11 Lichtjahre entfernt stand. Damals strahlte er am Erdhimmel als Stern fast der zweiten Größenklasse.
α Mensae ist ein sonnenähnlicher Hauptreihenstern der Spektralklasse G7 und besitzt etwa 81 % der Sonnenleuchtkraft. Der Stern hat etwa 0,96 Sonnendurchmesser, doch ist seine Masse schwierig zu bestimmen. Nach einer wissenschaftlichen Studie von 2021 wird sie auf 0,96 Sonnenmassen geschätzt; eine Auswertung des dritten Daten-Releases von Gaia ergibt einen Wert von etwa 0,93 Sonnenmassen. Auch das Alter von α Mensae ist umstritten; die bereits zitierte Studie über den Stern kommt zu dem Ergebnis, dass er circa 6 Milliarden Jahre alt ist. Seine Rotationszeit von 32 Tagen ist ziemlich langsam. Die Metallizität von α Mensae ist etwas höher als jene der Sonne.
Bisher wurde noch kein planetarer Begleiter von α Mensae entdeckt. Der Stern besitzt aber als Begleiter einen 12m hellen Roten Zwerg etwa der Spektralklasse M5, der 2005 circa 3,1 Bogensekunden vom Hauptstern entfernt stand. Dass dieser Rote Zwerg tatsächlich gravitativ an α Mensae gebunden ist, bestätigen die Messungen der Raumsonde Gaia, die für ihn eine Parallaxe von 97,8666 Millibogensekunden ermittelte. Damit ergibt sich eine Entfernung des Begleiters von 33,3 Lichtjahren, die nahezu vollkommen mit jener von α Mensae übereinstimmt. Aus der Winkeldistanz wird auf einen Mindestabstand von 30 AE zwischen den beiden Sternen geschlossen. Die Umlaufzeit des Begleiters um den Hauptstern wird auf etwa 157 Jahre geschätzt. Der Rote Zwerg besitzt nur 0,17 Sonnenmassen, 0,19 Sonnendurchmesser und eine effektive Temperatur von 3050 Kelvin.